# 아카사키정 (돗토리현)
아카사키정(赤碕町)은 돗토리현 중앙의 도하쿠군에 위치했던 정이다.
2004년 9월 1일 합병에 의해 고토우라정이 되어 소멸하였다.
동사무소는 고토우라 정사무소 분청사로 사용되었으나 나중에 이전하였다.

## 역사
- 1889년 10월 1일 - 정촌제 시행과 함께 야바세군 아카사키촌이 성립하였다.
- 1896년 3월 29일 - 아카사키촌의 소속군이 도하쿠군으로 이전되었다.
- 1954년 1월 1일 - 나루미촌・야스다촌・이사이촌이 합병해 새로운 아카사키정이 발족하였다.
- 2004년 9월 1일 - 도하쿠정과 합병해 고토우라정이 성립하였다. 동일 아카사키정은 폐지되었다.

## 교통

### 철도
- 서일본 여객철도 산인 본선

### 도로
- 국도 9호선

## 같이 보기
- 아카사키역